# Pulchrinodus inflatus
Pulchrinodus inflatus är en bladmossart som beskrevs av Bruce H. Allen 1987. Pulchrinodus inflatus ingår i släktet Pulchrinodus och familjen Pterobryaceae. Inga underarter finns listade i Catalogue of Life.